# Franz Halder
Franz Halder (Würzburg, 30 giugno 1884 – Aschau im Chiemgau, 2 aprile 1972) è stato un generale tedesco, capo di stato maggiore dell'esercito tedesco dal 1938 al settembre 1942 quando si dimise a causa dei frequenti disaccordi con Hitler.

## Biografia
Halder nacque a Würzburg, in Baviera, figlio del generale Max Halder. Nel 1902 si arruolò nel terzo reggimento di artiglieria da campagna bavarese a Monaco. Dopo aver frequentato la scuola militare di Monaco fu promosso, nel 1904, al grado di tenente, in seguito frequentò la scuola d'artiglieria (nel 1906–1907) e l'Accademia militare bavarese (1911–14), entrambe a Monaco.

### Prima guerra mondiale
Allo scoppio della prima guerra mondiale, Halder entrò in servizio presso lo Stato Maggiore del terzo corpo d'armata bavarese. Nell'agosto del 1915 divenne capitano presso lo stato maggiore del Principe Rupert di Baviera al comando della 6ª divisione di fanteria bavarese. Nel 1917 fu in servizio presso lo Stato Maggiore della 2ª armata, prima di essere trasferito alla 4ª armata.

### Fra le due guerre
Fra il 1919 e il 1920 Halder lavorò presso la sezione addestramento del ministero della guerra. Dal 1921 al 1923 insegnò tattica al Wehrkreis VII a Monaco. A marzo del 1924 Halder fu promosso maggiore e dal 1926 fu Direttore Operativo (Oberquartiermeister: O.Qu.I.) nello Stato Maggiore della Wehrkreis VII. A febbraio 1929 divenne Oberstleutnant (tenente colonnello), e da ottobre 1929 fino al 1931 fu nel dipartimento addestramento dell'ufficio del ministro della guerra. Promosso colonnello nel dicembre 1931, Halder divenne capo di Stato Maggiore della Wehrkreis Kdo VI, a Münster (Vestfalia) carica che mantenne fino all'inizio del 1934.
Negli anni trenta la Wehrmacht credeva che la Polonia progettasse di invadere l'enclave tedesca della Prussia orientale, perciò in questo periodo Halder si occupò di piani d'invasione della Polonia. Promosso maggiore generale ad ottobre 1934, Halder divenne comandante della settima divisione di fanteria di stanza a Monaco. Distintosi come ottimo pianificatore e logista, ad agosto 1936 Halder fu promosso al grado di Generalleutnant (tenente generale). In seguito divenne direttore del reparto strategico. Poco dopo direttore del reparto addestramento (Oberquartiermeister dell'addestramento, O.Qu.II), dello Stato Maggiore generale a Berlino fra l'ottobre 1937 ed il febbraio 1938. Durante questo periodo diresse le più grandi manovre d'esercitazione dalla reintroduzione della coscrizione nel 1935.
Il 1º febbraio 1938 Halder divenne generale d'artiglieria. In quel periodo il generale Wilhelm Keitel stava tentando di riorganizzare i comandi della Wehrmacht. Keitel chiese ad Halder di diventare capo di Stato Maggiore dell'esercito (Oberquartiermeister delle operazioni, addestramento e logistica; O.Qu.I) ma voleva nominare comandante in capo Walter von Reichenau. Halder rifiutò dicendo di non poter lavorare con Reichenau a causa di contrasti personali. Keitel, riconosciute le superiori capacità di Halder convinse Hitler a nominare Walther von Brauchitsch come comandante in capo della Wehrmacht. Halder accettò allora la carica di capo di Stato Maggiore dell'esercito (Oberkommando des Heeres) il 1º settembre 1938, divenendo successore del generale Beck.
Una settimana più tardi Halder presentò ad Hitler i piani d'invasione della Cecoslovacchia con un movimento a tenaglia delle truppe dei generali Gerd von Rundstedt e Wilhelm Ritter von Leeb. Hitler modificò i piani progettando di mandare Reichenau a fare una dimostrazione di forza a Praga. Ma il piano non fu necessario in quanto il primo ministro britannico Neville Chamberlain promosse gli accordi di Monaco che costrinsero la Cecoslovacchia a cedere la regione di confine dei Monti Sudeti. Poco prima degli accordi, Halder — per evitare la guerra — discusse con molti altri generali la possibilità di rimuovere Hitler dal potere, i piani di Halder caddero dopo l'incruento successo tedesco.

### Seconda guerra mondiale
Durante la primavera del 1939 Halder partecipò alla pianificazione della campagna di Polonia. Halder disistimava l'esercito polacco e predisse che la campagna sarebbe durata due o tre settimane. Il 1º settembre 1939 la Germania iniziò la seconda guerra mondiale invadendo la Polonia. Il 10 settembre 1939 Halder annotò nel diario di aver avuto notizia dal generale delle SS Reinhard Heydrich che le sue unità stavano iniziando una campagna di "pulizia" della Polonia dagli ebrei e dai più importanti esponenti della società polacca.
Halder fu oggetto delle critiche degli storici visto che lui era a conoscenza dei massacri in Polonia più di molti altri esponenti della società tedesca. Halder annotò nel suo diario i suoi dubbi sulle "misure prese da Heinrich Himmler". Nel novembre 1939, Halder iniziò a cospirare col generale Brauchitsch promettendogli il suo supporto se avesse tentato di fermare i piani di Hitler di muovere guerra ad altri paesi, ma il piano fallì (cosiddetto complotto di Zossen). Malgrado si opponesse ai piani espansionistici di Hitler, Halder era trattenuto dal compiere azioni contro di lui poiché gli aveva prestato giuramento di fedeltà (come tutti gli altri soldati della Wehrmacht).
Alla fine del 1939 Halder lavorò ai piani d'invasione di Francia, Paesi Bassi e Balcani, dubitando inizialmente della possibilità che la Germania riuscisse ad invadere la Francia. Ma il piano del generale Erich von Manstein d'invadere la Francia attraverso le Ardenne permise di conquistare rapidamente il paese. Il 19 luglio 1940 Halder fu promosso Generaloberst (Colonnello generale). Ad agosto iniziò a lavorare all'Operazione Barbarossa, l'invasione dell'URSS. Poco tempo dopo, per limitare il potere di Halder in seno all'esercito, Hitler decise di affidargli la sola pianificazione dell'invasione della Russia, impedendogli di occuparsi degli altri fronti. Halder apparve il 29 giugno 1942 sulla copertina del Time magazine.
Durante l'estate del 1942 Halder disse ad Hitler che stava sottostimando il numero delle divisioni russe; Hitler affermava invece che i russi erano al collasso. Poco dopo Hitler non gradì le obiezioni di Halder sull'invio dell'undicesima armata del generale Manstein a coadiuvare l'attacco a Leningrado. Halder pensava anche che l'attacco al Caucaso fosse destinato al fallimento. Alla fine a causa dei continui contrasti fra Halder ed Hitler sulla condotta della guerra, Hitler si convinse che il generale non avesse una "mentalità bellica aggressiva", ed il 24 settembre 1942 lo esonerò dall'incarico.
Il 20 luglio 1944 un gruppo di ufficiali della Wehrmacht tentò di assassinare Hitler nel suo quartier generale di Rastenburg in Prussia Orientale. Il giorno dopo Halder fu arrestato dalla Gestapo, malgrado non fosse implicato nell'attentato. Poiché Hitler considerava Halder un possibile leader in grado di rimpiazzarlo decise di farlo imprigionare nei campi di Flossenbürg e (per qualche tempo) Dachau. Il 31 gennaio 1945 Halder fu ufficialmente congedato dall'esercito. Alla fine di aprile dello stesso anno venne trasferito insieme ad altri 140 prigionieri illustri a Villabassa, in Alto Adige dove il 4 maggio fu liberato dalle truppe statunitensi. Halder passò i successivi due anni in un campo per prigionieri di guerra.

### Dopo la guerra
Negli anni cinquanta, Halder lavorò come consulente presso il dipartimento di storia militare dell'esercito statunitense. Morì nel 1972 ad Aschau im Chiemgau, in Baviera.

## Pubblicazioni
Halder scrisse Hitler signore della guerra (1949) e i suoi Diari (1976): questi ultimi furono usati dallo storico statunitense William Shirer come fonte primaria del suo monumentale lavoro The Rise and Fall of the Third Reich ("Storia del Terzo Reich"), insieme con altri documenti e carte riservate.
Lo storico militare inglese Hugh Trevor-Roper parlando della personalità di Halder scrisse: "Halder è un militare snob, infatti pensa che i dilettanti non possano capire i misteri della guerra". Kenneth Macksey scrisse: "Rapido, accorto ed arguto, fu un brillante specialista in materia di addestramento ed operazioni militari e figlio di un importante generale. Supportò la resistenza di Beck ad Hitler, ma alla fine non fu di effettivo aiuto".